# 로코코

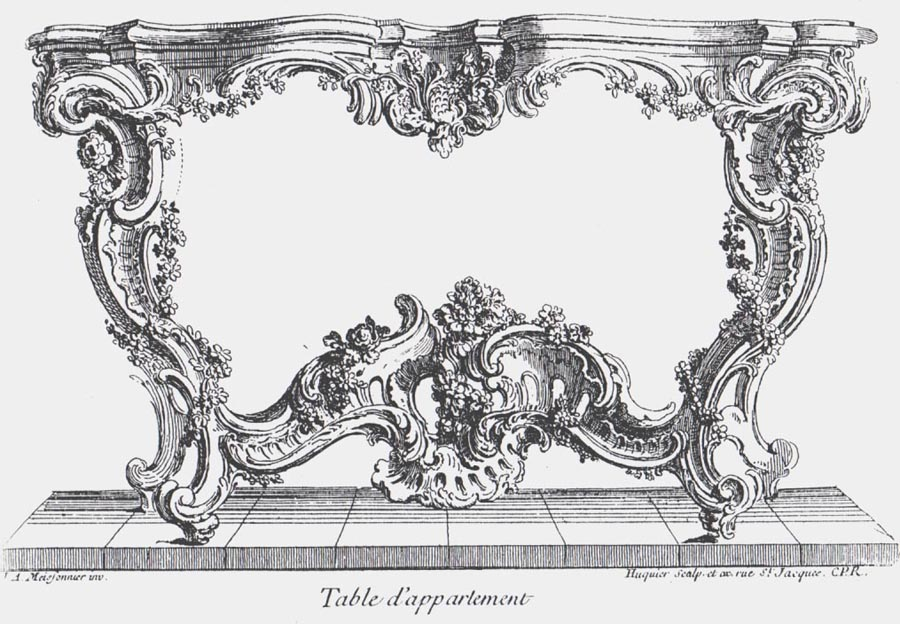

로코코(Rococo 또는 Late Baroque)는 18세기 프랑스에서 생겨난 예술형식이다. 어원은 프랑스어 rocaille(조개무늬 장식, 자갈)에서 왔다.
로코코는 바로크 시대의 호방한 취향을 이어받아 경박함 속에 표현되는 화려한 색채와 섬세한 장식, 건축의 유행을 말한다. 바로크 양식이 수정, 약화 된 것이라 할 수 있다. 또한 로코코는 왕실예술이 아니라 귀족과 부르주아의 예술이다. 다시 말하자면, 유희와 쾌락의 추구에 몰두해 있던 루이 14세 사후, 18세기 프랑스 사회의 귀족계급이 추구한, 사치스럽고 우아한 성격 및 유희적이고 변덕스러운 매력을, 그러나 동시에 부드럽고, 내면적인 성격을 가진 사교계 예술을 말하는 것이다. 귀족계급의 주거환경을 장식하기 위해 에로틱한 주제나 아늑함과 감미로움이 추구되었고 개인의 감성적 체험을 표출하는 소품위주로 제작되었다. 또한 로코코에서는 신와저리가 많이 유행하였다.
로코코란 낱말이 서양 예술사에서 전문용어로 쓰이기 시작한 것은 아마 1840년대로 보인다 (1842년 프랑스 학술원에서 이 낱말의 사용 인정한 것으로 기록되고 있다). 좁은 의미에서 로코코란 루이 15세 시대 (1730년 - 1750년)에 유행하던 프랑스 특유의 건축의 내부장식, 미술, 생활용구의 장식적인 양식을 의미한다 (조개무늬를 장식으로 많이 쓰기 때문에 style de rocaille라고 부른다). 후에 이 국한된 의미를 벗어나 예술사를 연구하는 이들 사이에서 후기 바로크를 이어주는 건축과 서양미술의 한 예술 양식으로 쓰이기 시작하였다. 그러나 엄밀한 의미에서 로코코는 바로크나 르네상스처럼 한 시대를 대표하는 사조라고 볼 수 없다. 왜냐하면 18세기는 로코코 뿐만 아니라 바로크, 고전주의, 낭만주의가 병존하는 시대이며, 이 시기에 유행하고 나타난 예술양식들은 서로간에 영향을 받고 주는 관계에 있었기 때문이다.
대표적인 건축물로 상수시 궁전(Sans-Souci Palace)이 있다.

## 로코코의 대표적인 예술가

### 건축
- 코스마 다미앙
- 요한 밥티스트 지머만
- 하일리겐 교회
- 더비경 주택
- 상수시 궁전

### 미술
- 앙투안 바토
- 장바티스트시메옹 샤르댕
- 장오노레 프라고나르
- 장에티엔 리오타르
- 엘리자베스 루이 비제 르 브룅
- 프랑수아 부셰
- 알렉산더 로슬린

## 같이 보기
- 서양 미술사